# Leuconycta obliterata
Leuconycta obliterata är en fjärilsart som beskrevs av Augustus Radcliffe Grote 1864. Leuconycta obliterata ingår i släktet Leuconycta och familjen nattflyn. Inga underarter finns listade i Catalogue of Life.